# 781 Kartvelia
781 Kartvelia
781 Kartvelia là một tiểu hành tinh ở vành đai chính. Nó được G. N. Neujmin phát hiện ngày 25.01.1914 ở Simeiz (Krym, Ukraina), và được đặt theo tên Kartveli, tên dân tộc Gruzia bằng tiếng Gruzia.